# Рязанская городская дума
Рязанская городская дума - является представительным органом муниципального образования «город Рязань», осуществляющим законодательную власть на территории одного из древнейших городов России. Дума наделена собственными полномочиями по решению вопросов местного значения и действует как выборный коллегиальный орган.

## История
История местного самоуправления в Рязани имеет глубокие корни, восходящие к древнерусским вечевым традициям. Народные вече созывались по мере необходимости и решали важнейшие вопросы войны и мира, принимали законы, заключали договоры с другими землями, утверждали раздачу земли и различных привилегий. Особенно показательны события 1217 года в княжеской резиденции в селе Исады, когда народ решением веча изгнал рязанских князей с рязанской земли.
Первая попытка законодательно упорядочить городское самоуправление была предпринята Иваном Грозным во второй половине XVI века. В Рязани все тяглые люди выбирали высшее должностное лицо города – «излюбленную голову» или земского старосту, а также его присяжных помощников – «целовальников».
По «городовому положению» 16 июня 1870 года городская дума стала бессословной, члены которой – «гласные», избирались на 4 года на основе имущественного ценза. Это время стало периодом активного развития городского самоуправления в Рязани

## Полномочия и компетенция
В исключительной компетенции Рязанской городской Думы находятся важнейшие вопросы городского развития:
- Принятие Устава города Рязани и внесение в него изменений и дополнений
- Утверждение бюджета города и отчета о его исполнении
- Установление, изменение и отмена местных налогов и сборов
- Определение порядка управления муниципальной собственностью
- Избрание Главы города Рязани из состава депутатов
- Утверждение структуры администрации города
- Формирование Контрольно-счетной палаты города[3]